# СІ (електровоз)
СІ (Сурамський, італійського виробництвава, інколи позначався серією СІ10) — експлуатувався в СРСР на Сурамському перевалі. Випускався італійською фірмою Tecnomasio Italiano-Brown-Boweri. 
Для експлуатації на Сурамську перевалі, народний комісаріат шляхів сполучення вирішив спочатку замовити електровози у закордонних компаній, як в Америці, так і в Європі, що дозволяло згодом використовувати закордонний досвід. З європейських компаній найбільший досвід з будівництва електровозів з напругою живлення 3000 В мала італійська фірма Tecnomasio Italiano-Brown-Boweri, причому багато в чому це було обумовлено масовим переведенням електрифікованих італійських залізниць на цю напругу. Італійській компанії видали замовлення на будівництво семи електровозів, при цьому було обумовлено, що гальмівне обладнання, пускові і гальмівні характеристики, кількість економічних швидкостей, а також міжелектровозні з'єднання у нових електровозів повинні бути такими ж, як у електровозів серії С які поставлялися американською компанією General Electric.
При будівництві компанія використовувала електрообладнання таке ж, або (як у випадку з тяговими електродвигунами) схоже за конструкцією з аналогічним обладнанням італійського електровоза серії 636. Новий електровоз мав суттєві відмінності від інших Сурамських електровозів (С і СС). Так на ньому всі високовольтні допоміжні машини були виконані на повну напругу контактної мережі (3000 В), що дозволило відмовитися від застосування динамоторів, генератори струму при цьому наводилися від електродвигунів вентиляторів. Для зниження потужності ТЕД, було застосовано постійне шунтування обмоток збудження. Більш досконалою, хоча і більш складною була ходова частина, а також конструкція  контролерів машиніста. В кабінах були встановлені апарати безпеки для одноосібного водіння поїзда.